# اداره ماهیگیری و حیات وحش کالیفرنیا
اداره ماهیگیری و حیات وحش کالیفرنیا (CDFW)، که سابقاً به نام اداره «ماهیگیری و بازی» ایالت کالیفرنیا (CDFG) شناخته می‌شد، اداره‌ایی است وابسته به سازمان منابع طبیعی ایالت کالیفرنیا.این اداره، ماهیگیری و حیات وحش، گل‌های وحشی، درختان، قارچ‌ها، جلبک‌ها (گیاهان دریایی) و زیستگاههای بومی (اکوسیستم) را کنترل و محافظت می‌کند. همچنین وظیفه نظارت و مدیریت اماکن تفریحی، تجاری، علمی و آموزشی مرتبط را به عهده دارد. این اداره همچنین از شکار غیرقانونی نیز جلوگیری می‌کند.

## تاریخچه
قانون ماهیگیری در سال ۱۸۵۲ توسط مجلس قانونگذاری ایالت کالیفرنیا تصویب و توسط فرماندار جان بیگلر امضا گردید.
در سال ۱۸۷۰، قوه مقننه، با حمایت فرماندار هنری هانتلی‌هایت، هیئت کمیسیونرهای ماهی را ایجاد کرد.
در سال ۱۸۷۱ دولت بخش اداره شیلات را ایجاد کرد. در سال ۱۹۰۹، هیئت داوران ماهی نام خود را به کمیسیون بازی تغییر داد. اداره ماهیگیری کالیفرنیا همچنین با قبایل بومی بومی آمریکا برای تضمین حقوق ماهی‌گیری مناسب همکاری کردند. به خصوص ماهیگیری در رود کلمث که قبایل بومی در امتداد این رودخانه زندگی می‌کنند.